# Orthocladius gelidus
Orthocladius gelidus är en tvåvingeart som beskrevs av Jean-Jacques Kieffer 1922. Orthocladius gelidus ingår i släktet Orthocladius och familjen fjädermyggor. Arten är reproducerande i Sverige. Inga underarter finns listade i Catalogue of Life.